# Obiecujące potwory
Obiecujące potwory (ang. hopeful monsters) – określenie hipotetycznych organizmów pojawiających się wskutek mutacji. Określenie wprowadził Richard Benedict Goldschmidt. Uważał on, że małe, stopniowe zmiany nie są w stanie pokonać przepaści pomiędzy mikroewolucją i makroewolucją. Goldschmidt przedstawił swoje poglądy w pracy "The Material Basis of Evolution". Praca ta została odrzucona przez neodarwinizm i środowisko biologów.
Według hipotezy obiecujących potworów w procesie ewolucji mogą pojawiać się gwałtownie nowe organizmy posiadające kompleksy odmiennych cech w planie budowy i o odmiennych cechach behawioralnych. Mają one dawać początek ewolucji nowej grupy systematycznej.